# Volksbank Anröchte
Die Volksbank Anröchte eG ist eine Genossenschaftsbank mit Sitz in der nordrhein-westfälischen Gemeinde Anröchte im Kreis Soest.

## Geschichte
Die heutige Volksbank Anröchte eG wurde am 29. Januar 1884 in Anröchte gegründet und fusionierte zuletzt 2001 mit der Volksbank Bad Westernkotten eG mit dem Sitz in Erwitte und der Volksbank Rüthen eG mit dem Sitz in Rüthen. Zuvor fusionierte die damalige Spar- und Darlehnskasse Anröchte e.G. im Jahr 1979 mit der Spar- und Darlehnskasse Horn eG mit dem Sitz in Horn und im Vorjahr mit der Spar- und Darlehnskasse Mellrich e.G. mit dem Sitz in Mellrich.

## Rechtsverhältnisse
Die Volksbank Anröchte eG (lt. GnR „Volksbank Anröchte e.G.“) ist im Genossenschaftsregister beim Amtsgericht Paderborn unter GnR 302 eingetragen.

## Organisationsstruktur
Rechtsgrundlagen sind das Genossenschaftsgesetz und die durch die Vertreterversammlung beschlossene Satzung. Organe der Bank sind der Vorstand, der Aufsichtsrat und die Vertreterversammlung.

## Sicherungseinrichtung
Die Volksbank Anröchte eG ist der amtlich anerkannten Sicherungseinrichtung des Bundesverbandes der Deutschen Volksbanken und Raiffeisenbanken GmbH und der zusätzlichen freiwilligen Sicherungseinrichtung des Bundesverbandes der Deutschen Volksbanken und Raiffeisenbanken e.V. angeschlossen.

## Geschäftsausrichtung
Die Volksbank Anröchte eG betreibt das Universalbankgeschäft. Im Verbundgeschäft arbeitet sie mit der DZ Bank, R+V Versicherung, Bausparkasse Schwäbisch Hall, Teambank, VR Leasing, DZ Hyp und der Union Investment zusammen.

## Geschäftsgebiet
Das Geschäftsgebiet liegt im Zentrum und Südosten des Kreises Soest.
An diesen Orten betreibt die Bank Filialen:
- Anröchte (Hauptstelle, jur. Sitz)
- Rüthen (Geschäftsstelle)
- Erwitte (2 Geschäftsstellen)